# Fertilizzazione (nucleare)
In fisica nucleare, la fertilizzazione è una reazione nucleare di trasformazione di un nuclide non fissile (detto fertile) in uno fissile attraverso l'assorbimento di un neutrone.
Alcuni atomi fertili sono l'uranio 238 e il torio 232 che vengono fertilizzati rispettivamente in plutonio-239 e uranio-233.
La fertilizzazione avviene ad esempio nei reattori nucleari dove i neutroni liberati dalla fissione di uranio 235 (fissile) vengono in parte catturati dai nuclei di uranio 238, che si trasforma così in uranio 239, soggetto a sua volta a due rapidi decadimenti beta, trasformandosi prima in nettunio 239 e successivamente in plutonio 239, quest'ultimo usato tipicamente nella fabbricazione di ordigni nucleari, ma anche per la realizzazione di MOX, un combustibile per centrali nucleari.